# ساختمان تلگرافخانه (تهران)
ساختمان تلگرافخانه یا ساختمان پستخانه تهران ساختمان باشکوهی بود که در سال ۱۳۰۷ خورشیدی در میدان توپخانه تهران (میدان سپه پسین) گشایش یافت و در سال ۱۳۴۹ تخریب و ساختمان ۱۴ طبقه مخابرات کنونی جایگزین آن شد. این ساختمان در جنوب میدان توپخانه و روبروی عمارت شهرداری جای گرفته بود.

## پیشینه ساختمان

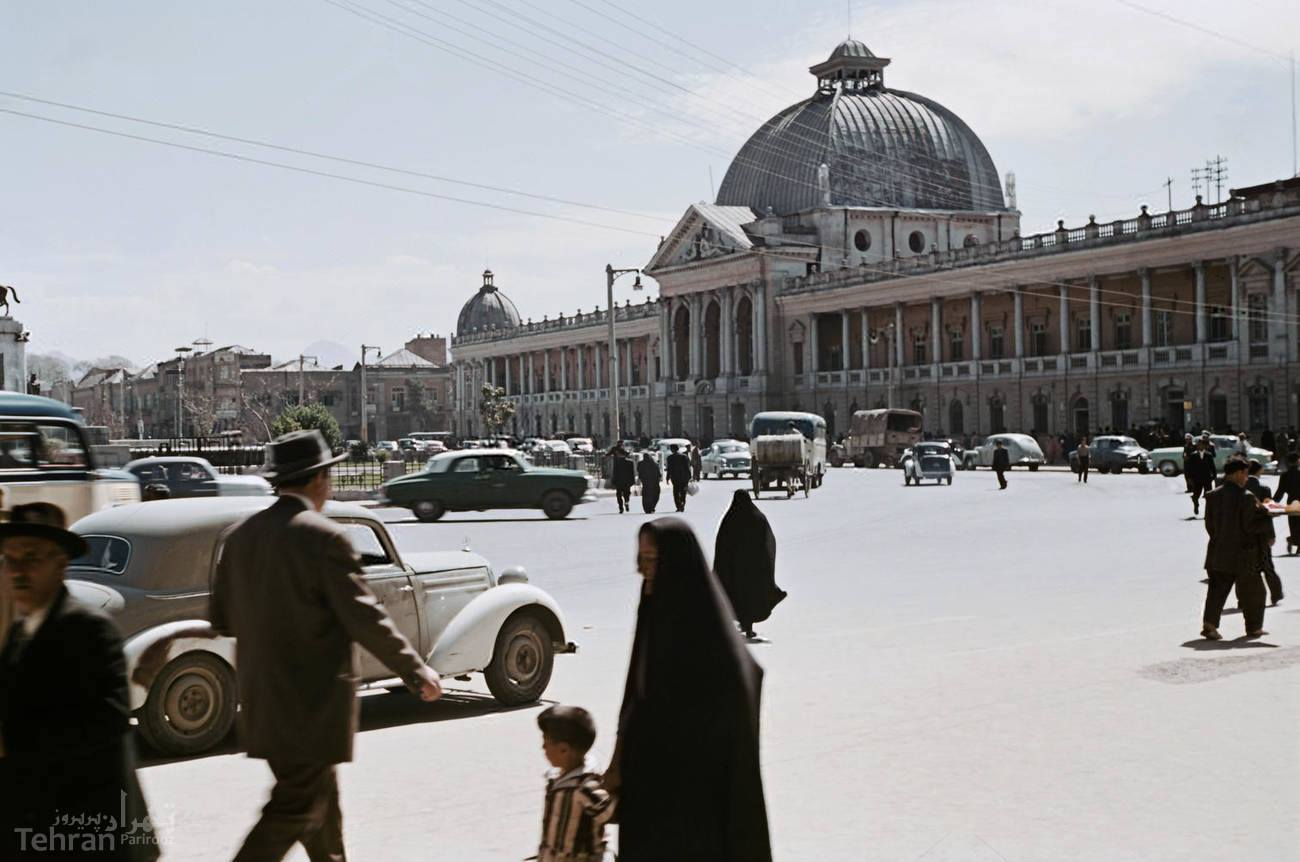
ساختمان تلگرافخانه در سال 1950 میلادی

پس از به قدرت رسیدن و پادشاهی رضاشاه، سرلشکر کریم بوذرجمهری شهردار تهران شد. بوذرجمهری پس از رسیدن به ریاست شهرداری تهران در نخستین برنامه خود، میدان توپخانه را با کمک یک مهندس روسی به طرحی نوین که برگرفته از طرح میدان پطروگراد (سنت پترزبورگ) بود طراحی کرد. در واقع نمای نوساز میدان توپخانه پیشکش بوذرجمهری به رضاشاه بود که تازه از فرونشاندن غائله شیخ خزعل بازگشته بود. همو بود که چند سال پس از آن تندیس رضاشاه در میدان توپخانه را به او هدیه داده بود.

## ویژگی‌های معماری

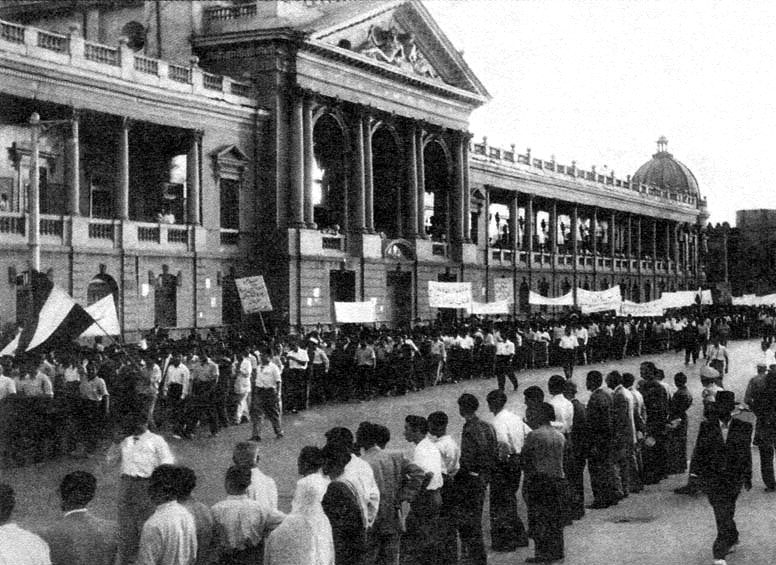
راهپیمایی هواداران ملی شدن صنعت نفت ایران در سال‌های آغازین دهه ۱۳۳۰ در برابر ساختمان تلگرافخانه

این ساختمان در سال ۱۳۰۵ ساخته شد و در سال ۱۳۰۷ بخش باختری ساختمان به دست معمار مهندس میرزا علیخان به اداره تلگراف تبدیل شد. مراحل پایانی کار گنبدسازی و کارهای فلزی آن در سال ۱۳۱۰ پایان پذیرفت. این بنا در طبقه‌بندی بناهای اوایل دوره پهلوی اول جای می‌گیرد. از ویژگی‌های این گروه همچون بناهای دوره قاجاریه، از عناصر معماری اروپایی اقتباس شده است. سبک معماری ساختمان فرنگی است به گونه‌ای که با همه زیبایی و ریزه‌کاری‌ها کمتر عنصری از معماری ایرانی در آن دیده می‌شود، اما با این وجود نمایانگر دوره‌ای از معماری ایران و به‌ویژه تهران بود.
این بنا در سه اشکوب ساخته شده و دارای طولی نزدیک به ۱۵۰ متر بود که به گونه شرقی-غربی که برابر با طول عمارت شهرداری در روبروی آن قرار گرفته بود، بنا شده بود. ساختمان تلگراف خانه دارای ورودی ستون‌دار با گنبد فلزی بزرگ با قاعده مربع در میانه بنا بوده که به دست استاد میرزا علیخان حدیدی ساخته شده بود. این عمارت در نمای اصلی (نمای شمالی) دارای ۲۲ ستون گچ‌بری شده بود که زیبایی و جلوه‌ای بی‌مانند به آن داده بود. سرانجام این عمارت پیش از سال ۱۳۴۹ به دلایل ناروشنی به مانند عمارت شهرداری ویران گردید.
معمار ساختمان مهندس علیخان بود که افزون بر این بنا و در سبک معماری رضاشاهی، ساختمان‌های نظمیه کل مملکتی یا کاخ شهربانی (ساختمان شماره ۹ وزارت امور خارجه)، عمارت ثبت اسناد و املاک کشور (هر دو در محوطه باغ ملی) و عمارت ثبت احوال و احصائیه کل مملکتی در محدوده میدان حسن‌آباد را در کارنامه دارد.
این بنا یکی از برجسته‌ترین ساختمان‌های تاریخی میدان توپخانه است. شواهد تاریخی در تهران نشان می‌دهد که میدان توپخانه سه دوره دگرگونی را پشت سر نهاده است و در هر یک از این سه دوره، ساختمان‌ها و بناهای آن تخریب و ساختمان‌های تازه‌ای به جای آن‌ها بر پا شده است. با این وجود، سیمای تاریخی این میدان با همین بنای تلگراف خانه که معماری آن مشابه میدان حسن‌آباد تهران است، بیش از سیمای دیگر دوره‌ها در یادها مانده است.این ساختمان اولین نمونه سبک نئوکلاسیک از نظر ترکیب حجمی در ایران است . دارای پلان برونگرا و  متقارن و که ورودی جلو زده در وسط دارد و  روی آن سنتوری زیبایی بوده است . دو بال که سرتا سری است در طرفین ورودی قرار داشته است  . در بالای سنتوری ورودی یک گنبد چهار وجهی به سبک رنسانس ایتالیا بوده است . این بنا تشابهی به ساختمان شمال میدان توپخانه یعنی بلدیه داشته است که و هماهنگی موزونی را در شمال و جنوب میدان ایجاد کرده بوده است .  

## کاربری

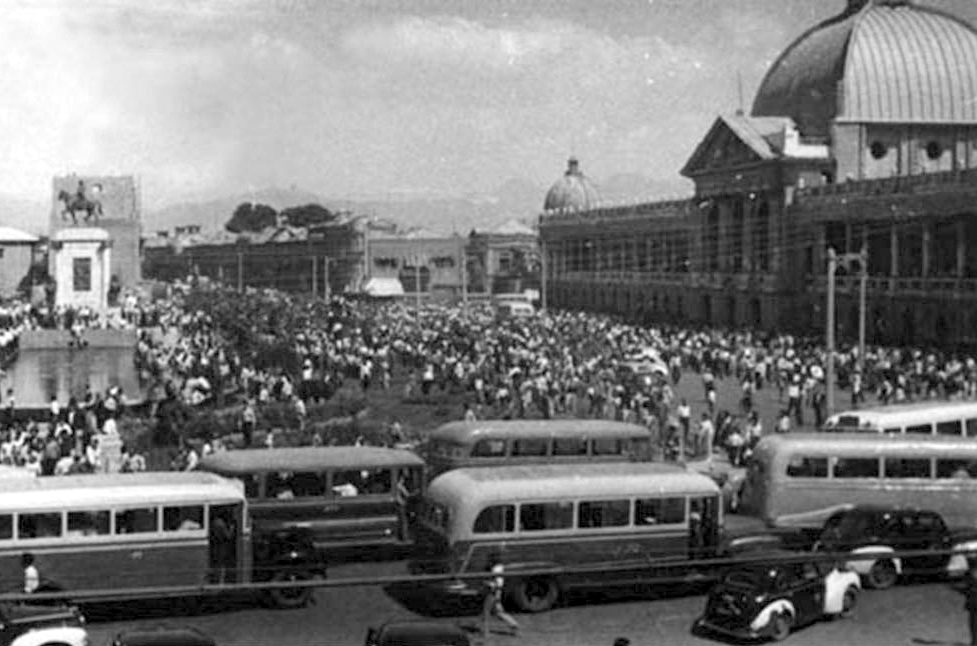
تظاهرات هواداران حزب توده در روزهای پیش از ۲۸ امرداد ماه ۱۳۳۲

در سال ۱۳۱۱ به دستور وزیر پست و تلگراف و تلفن، نخستین موزه پست و تلگراف ایران به پیروی از موزه‌های اروپایی در این ساختمان راه‌اندازی شد. تا پیش از تخریب ساختمان بنا در سال ۱۳۴۹، موزه پست و تلگراف و تلفن در بخشی از آن فعال بود که پس از تخریب آن وسایل موزه بال غربی ساختمان اداره پست منطقه باغ ملی جابجا شد.

## طرح‌های بازسازی
طرح بازسازی دوباره این ساختمان در چند سال پیش مطرح بوده است. از جمله در سال ۱۳۸۳ طرح بازسازی بدنه‌های شمالی و جنوبی میدان توپخانه تهران در کمیسیون ماده پنج شهرداری تهران به تصویب رسید و قرار بود که با جابجایی پایانه اتوبوس شهری از محل پیشین ساختمان بلدیه و ساخت راه زیرگذر پیاده‌رو از ایستگاه مترو به سوی خیابان فردوسی با احیای بدنه‌های تاریخی این میدان، سیمای تاریخی دوره پهلوی اول بازسازی شود. در سال ۱۳۹۱ نیز طرح احیای نقش فرهنگی- گردشگری میدان توپخانه مطرح شد. بازسازی ضلع شمالی میدان عملی شد اما بازسازی ضلع جنوبی و ساختمان تلگراف خانه بجای برج چند طبقه مخابرات هرگز آغاز نشد.

## نگارخانه

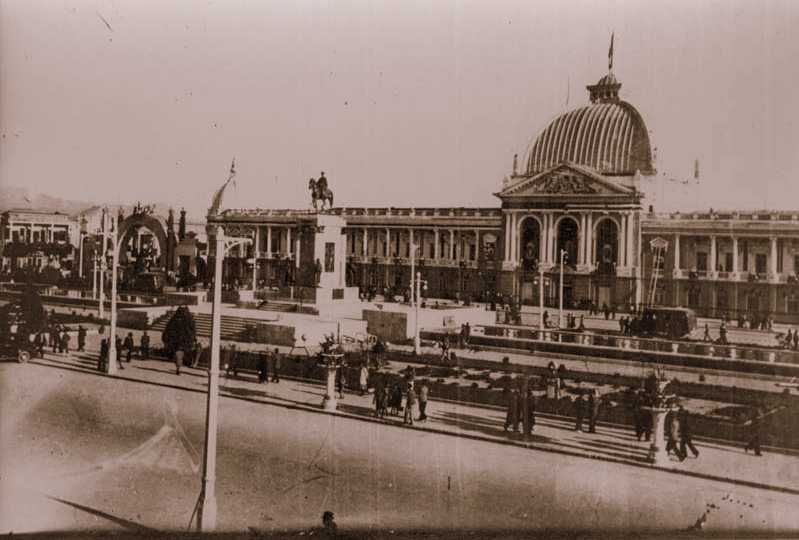
عمارت تلگرافخانه و تندیس رضاشاه در میدان سپه
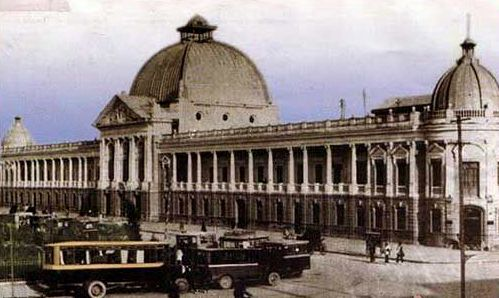
نمای نزدیک ساختمان
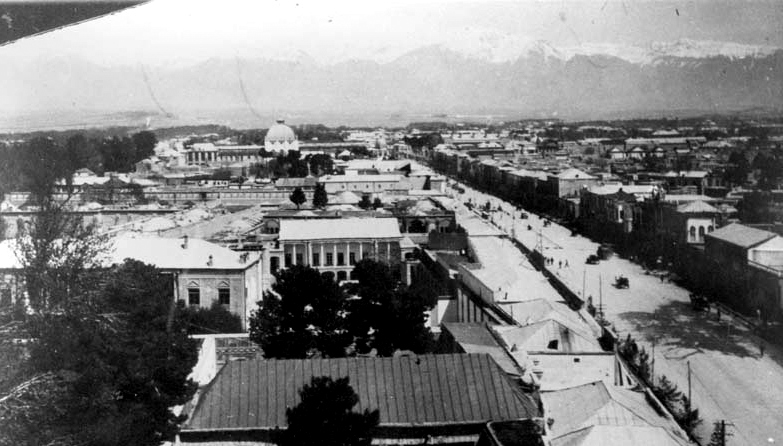
نمای پشت عمارت در فاصله‌ای دورتر از روی کاخ گلستان